# Når befrielsen kommer
|  | Denne artikel er oprettet af botten Steenthbot ud fra en ekstern database. Den kan derfor have sproglige fejl eller mangler. Denne skabelon kan fjernes efter kontrol af indholdet. |

Når befrielsen kommer er en dansk spillefilm fra 2022 instrueret af Anders Walter.

## Handling
Filmen er inspireret af virkelige begivenheder og handler om et af danmarkshistoriens underbelyste kapitler: Håndteringen af de hundredetusinder af tyske flygtninge, der kom til Danmark lige før og efter befrielsen af Danmark i foråret 1945. Forstanderfamilien på Ryslinge Højskole på Fyn kommer i et dilemma, da skolen omdannes til interneringslejr for tyske flygtninge. Skal familien gå imod folkestemningen og hjælpe de mange flygtninge eller holde sig fra det, og være tydelige i deres modstand til tyskerne? Filmen er således et 2. verdenskrig-drama om en nations sjæl under pres, hvor man hver især kan blive tvunget til at træffe svære moralske valg.

## Medvirkende
- Pilou Asbæk
- Katrine Greis-Rosenthal
- Ulrich Thomsen
- Morten Hee Andersen